# Diocesi di Lavello
La diocesi di Lavello (in latino Dioecesis Lavellana) è una sede soppressa e sede titolare della Chiesa cattolica.

## Territorio
La diocesi era molto piccola; comprendeva solamente la città episcopale, Lavello, e il territorio circostante. Racchiudeva una sola parrocchia, che era anche la cattedrale diocesana, dedicata a San Mauro, martire del III secolo. Cappelletti commenta che «i vescovi che la ressero, in tanta strettezza di diocesi, potevano dirsi parrochi piuttostochè vescovi».

## Storia
Incerte sono le origini della diocesi e non vi è un'unanimità circa la data della sua fondazione. Secondo Pietro Giannone la diocesi sarebbe stata fondata nella seconda metà del X secolo e nel 984 divenne suffraganea dell'arcidiocesi di Salerno. Lo storico Giustino Fortunato ritiene invece che la sede episcopale risalirebbe all'epoca bizantina, tra la fine del X secolo e gli inizi dell'XI; nel 1025, secondo una bolla di papa Giovanni XIX, Lavello sembrerebbe appartenere alla giurisdizione metropolitica dell'arcivescovo greco di Bari e Canosa.
La diocesi è comunque attestata in epoca normanna; primo vescovo documentato è Vincenzo, vissuto nel 1060 circa all'epoca di papa Niccolò II. Secondo D'Avino, in base ad alcune bolle pontificie, la diocesi potrebbe essere stata soppressa da papa Pasquale II (1099-1118) e poi da papa Callisto II (1119-1124). Tuttavia nel 1172 appare in una bolla di papa Alessandro III come suffraganea dell'arcidiocesi di Bari.
Il capitolo della cattedrale era composto da 4 dignitari e 8 canonici, era a numero chiuso e non vi erano ammessi forestieri. Queste disposizioni furono ribadite in un documento appositamente redatto nel 1577, cosa che suscitò l'opposizione del vescovo; la controversia fra il capitolo e il vescovo giunse fino a Roma, alla Camera apostolica.
Non sempre i vescovi scelti per Lavello furono all'altezza del loro rango. Tra questi suscitò scalpore il caso del vescovo Onofrio Belsito (1745-1752), «soggetto diffamato, di pubblico scandalo e di mormorazione universale, non meno in Lavello che ne' paesi vicini», come si legge in una relazione del nunzio apostolico di Napoli, accusato di «dissonesto attacco» con certa Domenica Marolda. La stessa città di Lavello fece ricorso contro «gli eccessi scandalosi di quel Vescovo». Il Belsito infine decise di dimettersi nel 1752.
A causa dell'esiguità della mensa vescovile, la diocesi di Lavello era spesso considerata solo una sede di passaggio per più importanti incarichi. Le rendite erano così scarse che già il vescovo Domenico Arcaroli (1776-1792) ne chiese espressamente la sua soppressione. Nel dicembre del 1799 morì a Lavello l'ultimo presule, Gennaro Fortunato.
Il 27 giugno 1818 in forza della bolla De utiliori di papa Pio VII la diocesi fu soppressa ed il suo territorio annesso a quello della diocesi di Venosa.
Dal 1968 Lavello è annoverata tra le sedi vescovili titolari della Chiesa cattolica; dal 17 giugno 2016 il vescovo titolare è Robert Michael Kasun, C.S.B., vescovo ausiliare di Toronto.

## Cronotassi

### Vescovi
- Vincenzo  † (menzionato nel 1060 circa)
- Seone  † (menzionato nel 1064 circa)
- Bisanzio † (menzionato nel 1069)
- Giovanni I † (prima del 1179 - dopo il 1180)
- Anonimo † (vescovo eletto tra il 1191 e il 1197)
- Anonimo † (prima di aprile 1197 - dopo febbraio 1198)
- Giovanni II † (prima del 1202 - dopo aprile 1207)
- Anonimo † (menzionato in aprile 1209)
- Anonimo † (menzionato nel 1217)
- Riccardo † (menzionato nel 1226)
- Ugolino † (menzionato nel 1263)[7]
- Rogerio † (prima del 1270 - dopo il 1283)[8]
- Stefano † (menzionato nel 1304)
- Giovanni III † (? - 20 novembre 1342 nominato vescovo di Rapolla)
- Filippo, O.P. † (20 novembre 1342 - 26 marzo 1344 nominato arcivescovo di Trani)
- Lorenzo, O.S.B. † (26 marzo 1344 - dopo il 1356)
- Marcottino † (? - 1364 deceduto)
- Matteo Scaleato, O.Carm. † (13 novembre 1364 - 17 dicembre 1369 nominato vescovo di Squillace)
- Giacomo † (5 gennaio 1371 - 14 luglio 1372 nominato vescovo di Telese)
- Pietro de Valle † (14 luglio 1372 - 15 giugno 1380 nominato antivescovo di Bitonto)
- Angelo Barili † (menzionato nel 1391)
- Nicolò Menzi, O.E.S.A. † (1392 - 21 maggio 1392 nominato vescovo di Stagno e Curzola)
- Giovanni IV, O.F.M. † (20 maggio 1394 - 3 agosto 1403 nominato vescovo di Uselli)
- Giacomo † (3 agosto 1403 - ?)
- Nicola † (? deceduto)
- Roberto † (24 gennaio 1420 - ? deceduto)
- Francesco † (? - 1437 deceduto)
- Michelangelo de' Neruli, O.F.M. † (8 gennaio 1438 - ?)
- Matteo Antonio † (15 febbraio 1454 - 3 aprile 1463 nominato vescovo di Andria)
- Stefano Capani † (13 giugno 1463 - 1481 deceduto)
- Pietro Palagano, O.F.M. † (21 giugno 1482 - 26 gennaio 1487 nominato vescovo di Telese)
- Troilo Agnesi † (26 gennaio 1487 - 4 luglio 1498 nominato vescovo di Guardialfiera)
- Quirino Longo † (4 luglio 1498 - 1502 deceduto)
- Giovanni de Manna † (24 agosto 1502 - 1503 deceduto)
- Bernardino Scannafora † (1º gennaio 1504 - 19 gennaio 1504 nominato vescovo di Castro di Puglia)
- Bernardino De Leis † (19 gennaio 1504 - 23 febbraio 1504 nominato vescovo di Cagli)
- Ludovico de Lagoria, O.P. † (23 febbraio 1504 - 8 agosto 1515 dimesso)
  - Francisco de Remolins † (8 agosto 1515 - 10 dicembre 1515 dimesso) (amministratore apostolico)
- Pietro Prisco Guglielmucci † (10 dicembre 1515 - 1539 deceduto)
- Gian Vincenzo Micheli † (30 maggio 1539 - 2 marzo 1545 nominato vescovo di Minervino)
- Donato Maricucci o Martuccio † (2 marzo 1545 - 16 marzo 1547 nominato vescovo di Sarno)
- Tommaso Stella, O.P. † (22 aprile 1547 - 21 agosto 1549 nominato vescovo di Capodistria)
- Gian Pietro Ferretti † (5 maggio 1550 - 1554 dimesso)
- Bartolomeo Orsucci † (13 aprile 1554 - 1558 deceduto)
- Antonio Fioribello † (24 agosto 1558 - 1561 dimesso)
- Lucio Maranta † (31 gennaio 1561 - 2 giugno 1578 nominato vescovo di Montepeloso)
- Tiberio Cortesi † (9 luglio 1578 - 1602 deceduto)
- Diego della Quadra † (26 luglio 1602 - 1604 deceduto)
- Leone Fedeli, O.S.B. † (7 gennaio 1605 - gennaio 1613 deceduto)
- Selvaggio Primitelli † (11 febbraio 1613 - ? deceduto)
- Vincenzo Periti † (18 maggio 1615 - 19 agosto 1618 deceduto)
- Giambattista Dal Mare, O.P. † (22 ottobre 1618 - 23 settembre 1620 deceduto)
- Francesco Cereo de Mayda, O.M. † (29 marzo 1621 - 23 agosto 1626 deceduto)
- Fabio Olivadisi † (16 novembre 1626 - 20 settembre 1627 nominato vescovo di Bova)
- Placido Padiglia, O.S.B.Cel. † (20 settembre 1627 - 27 novembre 1634 nominato vescovo di Alessano)
- Cherubino Manzoni, O.F.M.Obs. † (9 luglio 1635 - 13 giugno 1644 nominato vescovo di Termoli)
- Francesco de' Notari, O.M. † (13 luglio 1644 - 1652 deceduto)
- Giuseppe Boncore † (13 maggio 1652 - 23 giugno 1687 deceduto)
- Bartolomeo Rosa † (17 maggio 1688 - 21 agosto 1688 deceduto)
- Sebastiano Milati, O.S.B. † (20 dicembre 1688 - 30 agosto 1699 deceduto)
- Nicolò Cervini † (28 maggio 1700 - 24 ottobre 1728 deceduto)
- Francesco Silvestri † (15 dicembre 1728 - 27 dicembre 1744 deceduto)
- Onofrio Belsito † (10 maggio 1745 - prima del 23 novembre 1752 dimesso)
- Gerardo Giannattasio † (27 novembre 1752 - 31 marzo 1765 deceduto)
- Francesco Saverio Romanello † (5 agosto 1765 - 18 settembre 1775 deceduto)
- Domenico Arcaroli † (29 gennaio 1776 - 26 marzo 1792 nominato vescovo di Vieste)
- Gennaro Fortunato † (26 marzo 1792 - 26 dicembre 1799 deceduto)
  - Sede vacante (1799-1818)
  - Sede soppressa

### Vescovi titolari
- Antanas Louis Deksnys † (12 aprile 1969 - 5 maggio 1999 deceduto)
- Adam Szal (16 novembre 2000 - 30 aprile 2016 nominato arcivescovo di Przemyśl)
- Robert Michael Kasun, C.S.B., dal 17 giugno 2016